# Eckstieg
Eckstieg ist ein isoliert liegender Ortsteil der Gemeinde Marth im Landkreis Eichsfeld in Thüringen.

## Lage

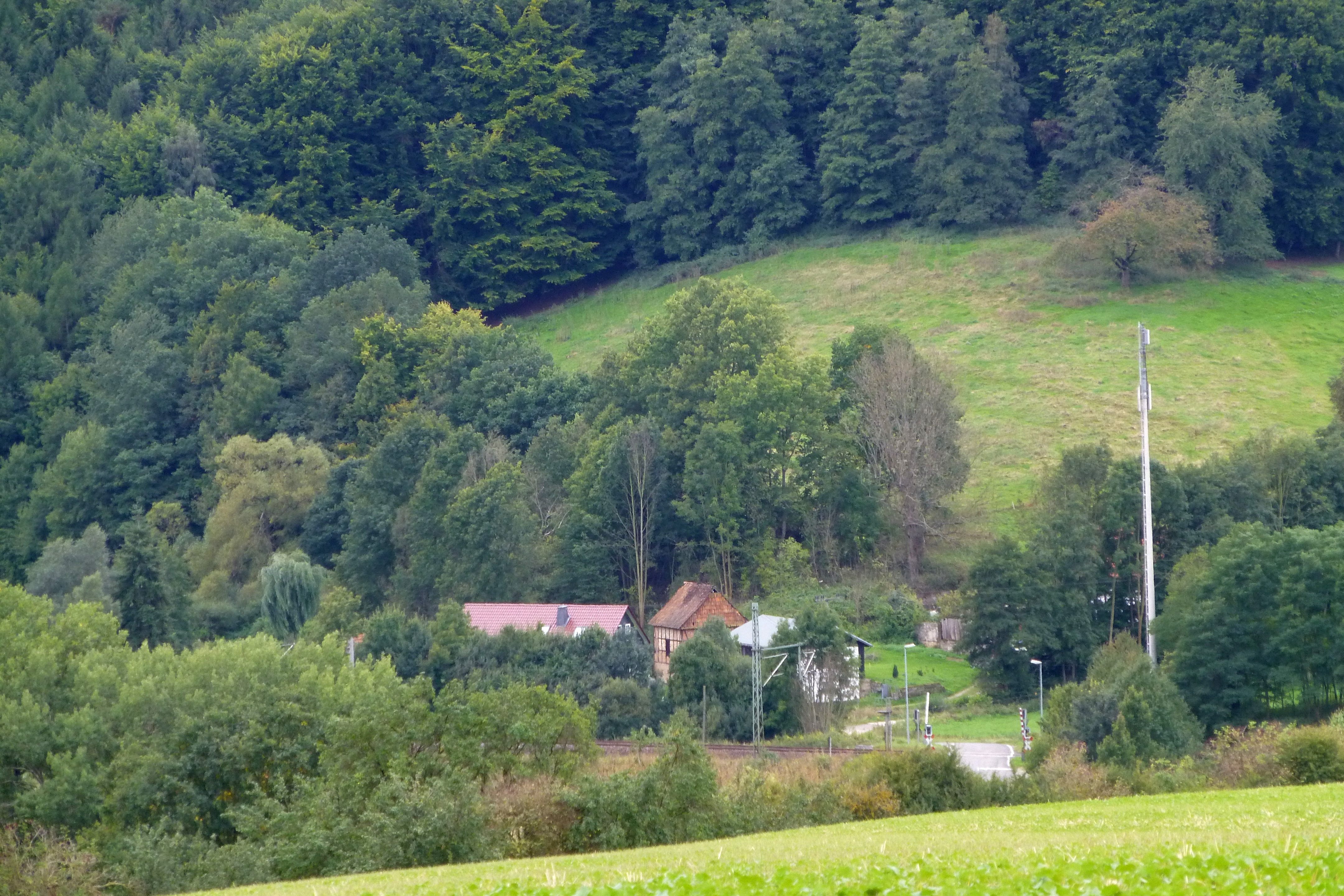
Eckstieg

Die Siedlung Eckstieg befindet sich auf der linken Talseite der Leine, etwa 1 km südwestlich der Ortslage Marth und wurde auf einem nordwärts gerichteten Talsporn gegenüber der Wiesenmühle errichtet. Der Steinsbach mündet etwa 100 m entfernt gegenüber der Mühle in die Leine. Heute führen die Kreisstraße 71 und die Bahnlinie Halle–Kassel im Abschnitt Arenshausen–Heilbad Heiligenstadt am linken Leineufer sowie die Bundesstraße 80 am rechten Leineufer vorbei.

## Geschichte
Der Ort Eckstieg wurde am 25. April 1566 bei einem Gerichtsprozess erwähnt, dem ein Peter Eckstieg vom Hof Eckstieg bei Marth als Zeuge beiwohnte. Der Prozess befasste sich mit den Nutzungsrechten und der Ausdehnung der Flur der bereits vor 1500 wüst gefallenen Ortschaft Stein, die sich auf einer Länge von etwa 2 km entlang des Steinbaches bis zur Mündung in die Leine erstreckt haben soll.
Diese Wüstung Stein wurde wohl schon vor 1200 von einem Zweig der später mächtigen Adelssippe von Hanstein bewohnt. Der im 19. Jahrhundert in der Literatur (v. Wintzingerrode-Knorr) überlieferte Hintergrund zur Wüstung Stein lässt erkennen, das die Hansteins ihre Untertanen aus mehreren kleinen Ortschaften im Bereich Arenshausen zum Umzug ins Werratal ermuntert (oder erpresst ?) hatten, ihnen zu folgen, denn die nur 2 km entfernte, bei Marth gelegene Burg Rusteberg wurde vom Erzbistum Mainz bereits im staufisch-welfischen Thronstreit als Stützpunkt gebraucht. Einer dauerhaften Konfrontation mit den Burgmannen des Rusteberges konnten die Hansteins in dieser Zeit nichts entgegensetzen, sie wurden (gewaltsam ?) vertrieben und hinterließen bei ihrem Abzug offenbar „verbrannte Erde“.
Mit der Wüstwerdung der Ortschaft Stein blieb ein Verkehrsproblem bestehen, das die (Wieder-)Entstehung des Eckstieg-Hofes begünstigte. Bei der „Weißen Mühle“ – jetzt Wiesenmühle – lag eine wichtige Leinefurt. Die nach Süden führende Altstraße (ab Rumerode mündete der Weg in die „Kleine Heerstraße“ ein) nutzte den mäßig steilen Geländesporn am Eckstieg-Hof, um die etwa 80 bis 100 Höhenmeter zwischen Talgrund und -rand zu gewinnen. Bei Frachtfuhrwerken wurden an solchen Steilhängen Vorspanndienste benötigt, damit könnte der Eckstieg-Hof eine größere Bedeutung besessen haben, als die Bewirtschaftung der umgebenden Weiden und Ackerflächen, deuten die von Levin Freiherr von Wintzingeroda-Knorr zitierten Textstellen an.
Im 19. Jahrhundert zählte der Eckstieg noch vier Gehöfte, die sich unweit der Furt beiderseits der aufsteigenden Straße gruppiert hatten. Am oberen Talrand hatte man für den Eisenbahnbau Steinbrüche anlegen müssen, die vermutlich nach Fertigstellung der Bahndämme von den Hofbesitzern noch weiter ausgebeutet wurden.